# Séglien

Séglien este o comună în departamentul Morbihan, Franța. În 1 ianuarie 2022 avea o populație de 656 de locuitori.